# 美丽花瓣蟹
美丽花瓣蟹（学名：Liomera bella）为扇蟹科花瓣蟹属的动物。分布于日本、夏威夷、经印度洋至红海及东非以及中国大陆的西沙群岛等地，生活环境为海水，主要生活于珊瑚礁浅水中。